# Earles voorvork

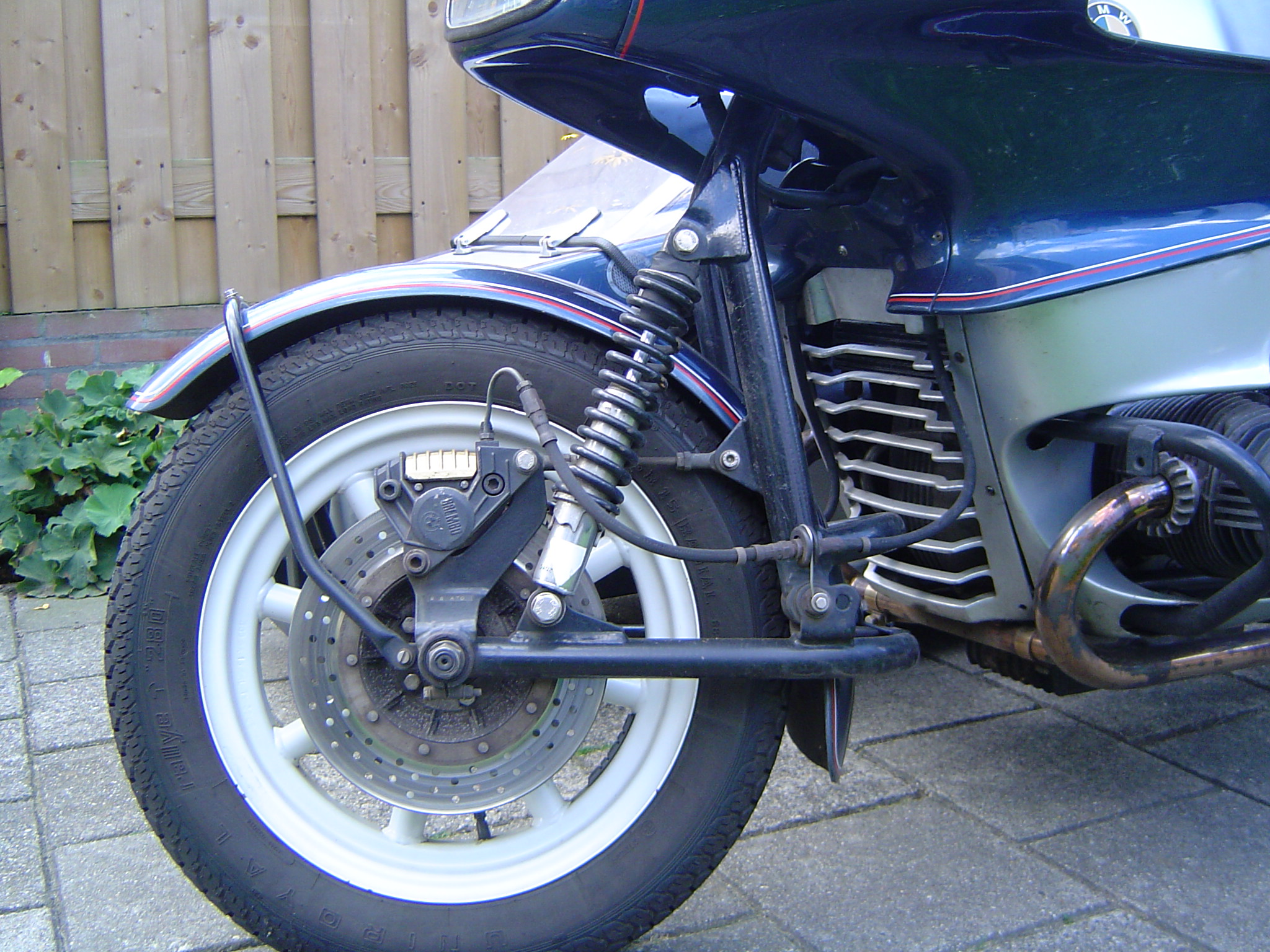
Een Earles voorvork op een zijspancombinatie

Een Earles voorvork is een geduwde schommelvork van een motorfiets. 
Deze heeft zeer lange armen, en werd ontwikkeld door Ernie Earles. De Earles voorvork combineert een zeer laag onafgeveerd gewicht met een zeer beperkt duiken en soms zelfs "klimmen" bij het remmen. Bovendien kunnen vaak dezelfde veer/dempereenheden aan de achterkant (swingarm of plunjervering) als aan de voorkant worden gebruikt. Het principe werd zeer lang door onder andere BMW en Douglas toegepast. De Earles voorvork kan veel beter dan een telescoopvork zijdelingse krachten verwerken en is daarom tegenwoordig nog populair bij zijspancombinaties.
De Earles voorvork maakte vooral opgang toen de telescoopvork nog in ontwikkeling was. Deze was al halverwege de jaren dertig voor het eerst gebruikt, maar door de Tweede Wereldoorlog was de ontwikkeling ervan stil komen te liggen. Toen het vermogen van de motorfietsen zich in de jaren vijftig sneller ontwikkelde dan de rijwielgedeelten, werd met name door BMW de telescoop weer losgelaten en tot 1969 vervangen door een Earles voorvork. 